# Чжай Чжао
Чжай Чжао (кит. трад. 翟釗, упр. 翟钊, пиньинь Zhái Zhāo, ?—393) — динлин, последний правитель государства Ранняя Вэй.

## Биография
В 386 году Чжай Ляо — отец Чжай Чжао — восстал против империи Цзинь в Лияне. В 387 году Чжай Чжао посылался отцом для нападения на цзиньские округа Чэньлю и Инчуань, но эти набеги были отбиты. Позднее в том же году Чжай Ляо был атакован Мужун Чуем, и был вынужден признать себя вассалом Поздней Янь, получив за это титул «Хэнаньского гуна» (河南公).
В 388 году Чжай Ляо провозгласил независимость от Поздней Янь, и объявил себя «Вэйским небесным князем» (魏天王), сделав своей столицей Хуатай. В 389 году он захватил цзиньский округ Синъян, однако в 390 году цзиньскими войсками был взят Цзюаньчэн, и оборонявший Цзюаньчэн Чжай Чжао был вынужден бежать к отцу в Хуатай. В 391 году Чжай Ляо скончался, и Чжай Чжао унаследовал трон.
Взойдя на престол, Чжай Чжао попытался напасть на один из важнейших городов Поздней Янь — Ечэн, но был отбит. В 392 года Мужун Чуй лично повёл войска на Хуатай и уничтожил Раннюю Вэй. Чжай Чжао бежал в государство Западная Янь, в 393 году попытался устроить там переворот и свергнуть Мужун Юна, но потерпел неудачу и был убит.